# Piana del Sole
Piana del Sole är en frazione i kommunen Roma Capitale inom storstadsregionen Rom i regionen Lazio i Italien. Piana del Sole är beläget i zonen Ponte Galeria i Municipio Roma XI.
Vid Castel Malnome har man funnit en romersk nekropol med 300 gravar från 100-talet e.Kr.

## Kommunikationer
Järnvägsstationer
- FL1 Fiera di Roma på linjen Roma-Fiumicino

### Webbkällor
- ”Municipio Roma XI” (på italienska). Comune di Roma. Arkiverad från originalet den 15 januari 2020. http://archive.md/uUw6q. Läst 15 januari 2020.
- Anappo, Antonello (2006). ”Necropoli di Malnome” (på italienska). Arvalia Storia. Arkiverad från originalet den 29 januari 2020. https://archive.today/20200129100515/http://www.arvaliastoria.it/public/post/necropoli-di-malnome-242.asp. Läst 29 januari 2020.